# Кузова (архипелаг)
Кузова́ — одна из островных групп в Белом море, в составе Кемских шхер, к востоку от города Кемь, западнее Соловецких островов. Архипелаг входит в состав Республики Карелия.
Состоит из 16 небольших островов, два из которых — Русский Кузов и Немецкий Кузов — наиболее крупные. Наивысшие точки архипелага Русский Кузов — 123 м, Немецкий Кузов — 118 м.
Архипелаг уникален древними памятниками культуры саамов (лопарей). На островах обнаружены древние стоянки и культовые сооружения, лабиринты и сейды.

## История

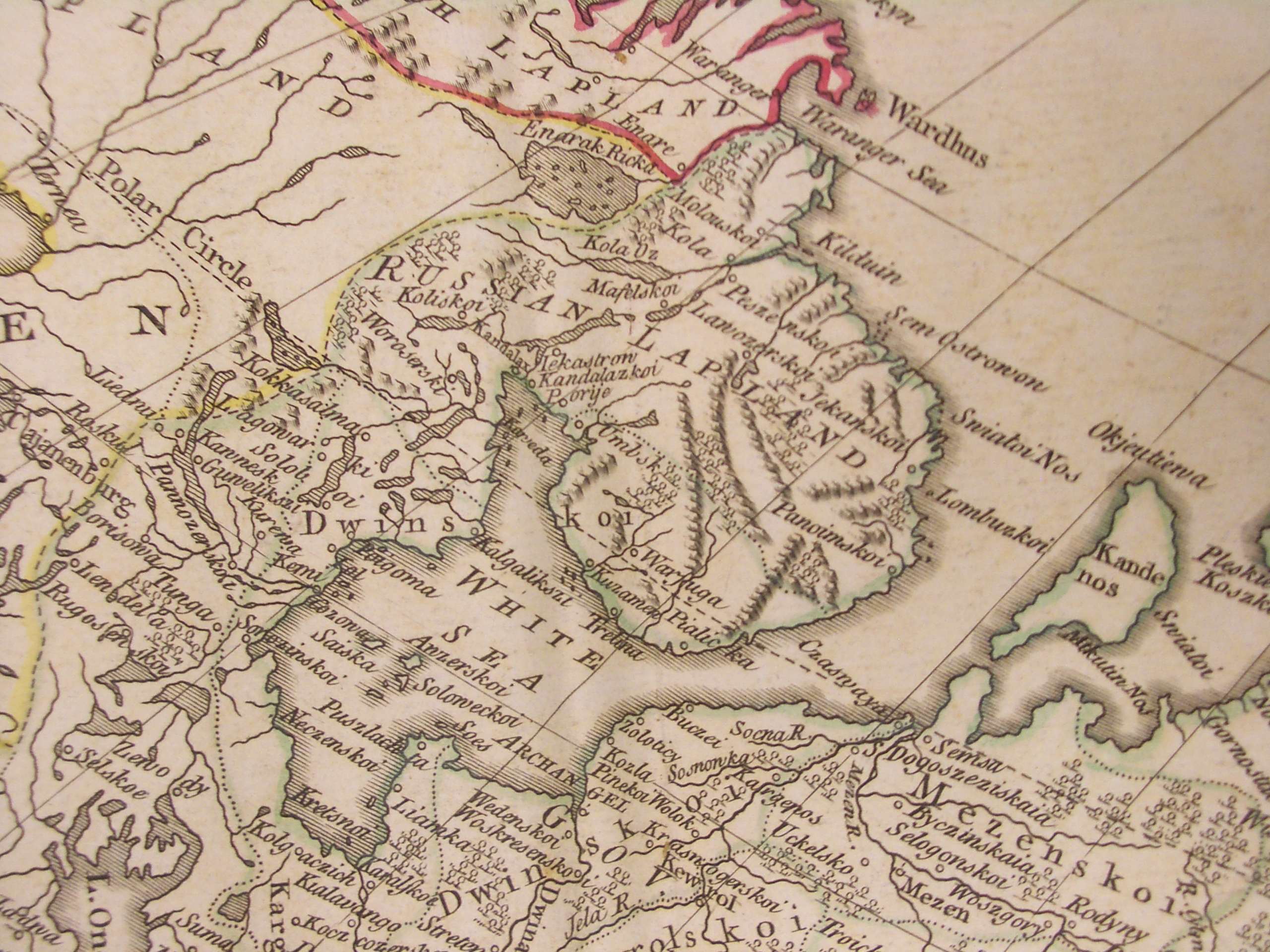
На карте из английского атласа 1773 года архипелаг подписан Cozowa

Острова известны по документам уже с середины XV века (раньше Соловков).
По наиболее распространенной версии название «Кузова» происходит от саамского Куз-ойвэ («Еловые Головы»). Саамское ойвэ (голова, вершина встречалось также и в названиях гор).

### Заказник
В 1991 году для сохранения ценных природных ландшафтов и своеобразия растительного и животного мира островов Белого моря был создан государственный ландшафтный заказник «Кузова».
12 июля 2012 года Правительство Республики Карелия утвердило новое положение о заказнике «Кузова».

## Туризм
Рекреационная деятельность, то есть организация мест отдыха, стоянки туристических групп, установка палаток, разведение костров, допускается только на территории островов Русский Кузов, Немецкий Кузов и Чернецкий, и только в пределах специально предусмотренных для этого мест и вне территорий зон охраны объектов культурного наследия. На остальных островах заказника «Кузова» в период гнездования птиц с 15 мая по 15 июля деятельность в области рекреации запрещена.